# 竹下典子
竹下 典子（たけした のりこ、1948年（昭和23年）1月16日 - ）は、フリーアナウンサー、司会者、ナレーター、レポーター、エッセイスト。東京都生まれ。東京女学館短期大学卒。

## 来歴・人物
1968年、フジテレビ入社。同期のアナウンサーには逸見政孝、松倉悦郎、山川建夫、小林節子、山根佳代子がいる。
入社後、『オールナイトフジ』や『スター千一夜』の石坂浩二との司会など若手女子アナ人気の草分け的存在。
1971年、フジテレビの同僚である野間脩平と結婚、フジ退社・フリーに転身。
1974年、TBS『3時にあいましょう』では伊丹十三、五十嵐喜芳と司会を務め、その後継番組である『スーパーワイド』が終了する1996年まで皇室関連（文仁親王妃紀子、皇太子徳仁親王妃雅子の婚約・成婚）のレポートや芸能情報レポーターとして携わる。
1977年から1981年まで、月～金帯の朝の定番であったTBSラジオ『おはよう土居まさるです』に人気パーソナリティ・土居まさると共に司会をした。
また、通販CMの元祖というべき『日本文化センター　テレフォンショッピング』では「今買うと、包丁に名前を入れて差し上げます」「今、お買い上げの方にもれなく、△△をプレゼント」「キャンペーン中につき、さらにもう1個」などのインパクトあるセリフは彼女のもの。（ちなみに、名前入り包丁のCMでは出演者本人の名前である「典子」と彫られた包丁がアップで使われていた）
演劇関係に造詣が深く、東京會舘をはじめとする宝塚スターや歌舞伎俳優とのトーク・ディナーショーの司会から、ナレーターやエッセイストとしてまで幅広く活躍し、現在はスカパー!の『タカラヅカ・スカイ・ステージ』ではお馴染みの顔である。

## 出演番組
- CX オールナイトフジ
- CX スター千一夜（司会）
  - 1971年、野間脩平との結婚式の模様が放送された
- TBS　3時にあいましょう（司会）
- TBSラジオ　おはよう土居まさるです（司会）
- CX タケちゃんの思わず笑ってしまいました
- TX　医食同源（司会）
- TBS スーパーワイド
- TBS ジャスト
- タカラヅカ・スカイ・ステージ

## 出演コマーシャル
- 日本文化センター テレフォンショッピング

## 出演映画
- 日本万国博 公式長編記録映画（1971年　監督：谷口千吉）石坂浩二との共同ナレーション